# Petri Csathó Ferenc
Petri Csathó Ferenc (Szeged, 1945. október 23. – Deszk, 1997. május 29.) magyar költő, újságíró, szerkesztő.

## Életpályája
Édesapja, a bánsági sváb származású Petri Ferenc Dettán született 1909-ben; gyerekkorában családja Szegedre költözött. Édesanyja, Csathó Gizella az erdélyi Brassóban született 1922-ben. A második világháború éveiben ismerkedett meg Petri Ferenccel, aki ekkor tartalékos tisztként teljesített katonai szolgálatot Erdély területén. Házasságkötésük után Szegeden telepedtek le. 
A háborút követően Petri Ferenc a demokratikus hadsereg tisztje lett, majd politikai tiszti megbízást kapott a Honvédelmi Minisztériumban. A koncepciós perek idején meghurcolták és elbocsátották állásából. Szegeden helyezkedett el könyvelőként hivatalnoki állásban. Három évvel az események után, 1952-ben a Rákosi-diktatúra a politikai szerepvállalása miatt deportálta Petri Ferencet és családját a hortobágyi Ebesre.
Petri Csathó Ferenc mindössze hatéves volt, amikor át kellett élnie a deportálás rettenetes traumáját. Ez a feldolgozhatatlan élmény egész későbbi sorsára rányomta a bélyegét, és az elszenvedett súlyos lelki sérülés költészetének a szenvedés mélységeit kifejező lírai eszköztárát is jelentős mértékben meghatározta. Iskolai tanulmányai alatt az osztálynaplóban úgynevezett X-es – vagyis osztályidegen besorolású – diákként tartották számon, ami eredetileg a gimnáziumba való felvételt is kizárta, de az ’56 utáni enyhülést követően jó tanulmányi eredményei és egy országos atlétikai úttörőbajnokságon elért első helyezése miatt gimnáziumban tanulhatott tovább. 
A szegedi Ságvári Endre Gimnáziumban érettségizett, majd a Juhász Gyula Tanárképző Főiskola magyar–történelem szakos hallgatója lett. Ekkor ismerkedett meg és kötött életre szóló barátságot költőtársaival, Szepesi Attilával és Veress Miklóssal.
Tehetsége korán jelentkezett; első versét tizenhat éves korában, 1961-ben közölte a Tiszatáj című folyóirat. Néhány év szünet után, 1967-ben jelentkezett újra versekkel, majd 1968-ban a Tiszatáj szerkesztősége – a versrovat vezetője ekkor Ilia Mihály volt – állandó munkatársai között mutatta be rendszeresen publikáló szerzőként. (Ekkor még Petri Ferenc néven ír; 1973-tól kezdte használni édesanyja vezetéknevét költői önmagára találásának identitásjelölő attribútumaként, valamint a névrokon kortárs költőtől, Petri Györgytől való könnyebb megkülönböztethetőség miatt. Újságíróként mindvégig eredeti nevén jegyezte cikkeit, riportjait, még szépirodalmi igényű tárcanovelláit is.) 
1967-től haláláig számos költeménye jelent meg különböző antológiákban, s „költői otthona”, a Tiszatáj mellett olyan jelentős irodalmi folyóiratok publikálták verseit, mint az Alföld, a Forrás, a Jászkunság, a Kortárs, az Új Írás, a Hitel vagy az Új Tükör.
Pályafutása a Vasy Géza irodalomtörténész által ’69-es költőnemzedéknek nevezett „nagy generáció” egyik legígéretesebb tagjaként indult (az évszám a nagyszámú fiatal tehetséges költő egyszerre történő indulására utal, amikor „robbanásszerűen” hívták fel magukra a figyelmet). Szegeden a Tiszatáj szellemi műhelyéhez kötődő neves alkotók között mozgott, többek között olyan irodalmárok, esztéták, írók, költők, képzőművészek vették körül, mint Ilia Mihály, Mocsár Gábor, Grezsa Ferenc, Suki Béla, Szuromi Pál, Zoltánfy István, Novák András, Dér István, Pataki Ferenc, Veress Miklós, Szepesi Attila, Simai Mihály, Baka István, Tóth Béla, Rigó Béla, Temesi Ferenc.
Fiatalon kezdett érdeklődni az újságírói pálya iránt. Főiskolai hallgatóként írta első cikkeit a Csongrád Megyei Hírlapba, később a lap munkatársaként helyezkedett el a gazdaságpolitikai rovatnál, emellett kulturális témájú cikkeket is írt. 1973-ban Szolnokra került, a Magyar Rádió Szolnoki Körzeti Stúdiójában dolgozott rádiós szerkesztő-műsorvezetőként. 1977-ben – Nikolényi István rovatvezető hívására – visszatért Szegedre, ekkor már nem a megyei, hanem a városi napilapnál folytatta nyomtatott sajtóbeli pályafutását a Délmagyarország kultúrrovatának újságírójaként. Kiemelkedő zsurnalisztikai tehetségét felettesei más területen is kamatoztatni kívánták, és a gazdaságpolitikai rovat vezetését bízták rá. Ebben a munkakörben a ’80-as évek első felében többször is konfliktusba került a lapot irányító pártvezetéssel. 1986-ban újabb kitérő következett: Budapestre költözött, és a Vasárnapi Hírek munkatársa lett. 1989-ben ismét visszatért szülővárosába, és a Csongrád Megyei Hírlap utódjának, a Délvilág című lapnak dolgozott ismét Nikolényi István jóvoltából, aki ekkor a Délvilág főszerkesztője volt. 1990-től Rózsa Imre András főszerkesztő felkérésére elvállalta a szabadelvű szociális és kulturális folyóirat, a Külváros szerkesztőbizottságának elnöki tisztségét, és részt vett a lap szerkesztésének koordinálásában.
Költői pályájának sajátos ellentmondásossága a ’70-es évek második felétől kezdett kiütközni: miközben viszonylagos rendszerességgel publikálta verseit irodalmi folyóiratokban, s teljesítményét egyöntetű elismerés övezte, pályatársaitól eltérően önálló kötete nem jelent meg, s nemcsak fiatal pályakezdő költőként, de jóval később sem. Így paradox módon úgy volt jelen az irodalmi életben, hogy miközben kortársai számon tartották, és generációja legjobbjai között emlegették, az irodalomtörténet-írás korifeusai – az első nagy „erőpróbának” tekintett saját kötet értékelésének híján – Petri Csathó Ferenc nevét nem jegyezték irodalmi lexikonokban, kézikönyvekben. „…még az Új magyar irodalmi lexikon második, javított és bővített kiadása, amely 2000-ben jelent meg, s amelynek főszerkesztője is e városban [Szegeden] él, sem vett tudomást a költőről, aki addigra már meg is halt. S aki nem válik legalább egy kortársi kiadású lexikon szócikkévé sem, az mintha nem is létezett volna.” „Mit mondjon a kritikus, ha a világ rendetlensége következtében mindjárt a harmadik vagy a negyedik verseskötetét adja ki elsőnek a költő? […] Mit mondjunk egy költőnek, aki évtizedek óta van, csak éppen nincs jelen? Két-három évenként lovaggá üti egy rangos folyóirat, aztán elengedi a kezét, boldoguljon egyedül” – fogalmazta meg recenziójában a művészi jelenlét e sajátos paradoxonát Rigó Béla irodalomtörténész.
Életében egyetlen verseskönyve jelent meg, a 111 vers ötvenéves korában, két évvel a halála előtt Szegeden, magánkiadásban, barátai összefogásának eredményeképp, Tandi Lajos szerkesztésében.
Ötvenkét éves korában hosszan tartó, súlyos betegség után hunyt el a deszki tüdőszanatóriumban.
Halálának tízéves évfordulóján, 2007-ben hagyatékának gondozója, Veszelka Attila szegedi költő, a Szegedi Írók Társasága akkori elnöke erőfeszítéseinek eredményeképpen Petri Csathó Ferenc Bocskai utcai szülőházának falán felavatták a „legszegedibb szegedi” költő emléktábláját.

## Költői munkássága

### Korai évek: a saját hangját kereső „Petri Ferenc”

#### 1961–1962
A költői indulásban életkor szempontjából évekkel megelőzte kortársait. Tizenhat éves korában, 1961-ben fedezi fel a Tiszatáj a „csodagyerekként” induló Petri Ferencet, s közlik Tavaszi vasárnap című versét. 1962-ben ismét verset közöl tőle a folyóirat, ezúttal egy olyat, amelyet elmondása szerint tizenkét évesen írt.

#### 1966–1971
Néhány év hiátus után jelentkezik újra versekkel. A fiatal Petri Csathó Ferenc első költői korszakában meghatározó a saját, egyéni lírai hang keresése. Ekkoriban írt versei egyfajta kísérletként is felfoghatók, bár verselése, poétikai stílusa, a költemények dikciója már ekkor is határozott kontúrokat, könnyen felismerhető egyedi jellegzetességeket mutat (Anyám zsoltára, A bárány nevére, Nem ismerek rá, Csak ez az ősz a bizonyosság, Az ifjúság emlékei, Indázó kezek városában). Ebben az időszakban többnyire elégikus hangvételű, félhosszú verseket ír, költői eszköztára ekkor még „csillogóbb”, nyelvezete gazdagabb, dúsabb, verssorai díszítettebbek, áradóbbak, képei színesebbek, részletgazdagabbak, verselésének ritmikája kimunkáltabb, zeneibb, mint későbbi korszakaiban. Bár kortársai már ekkor „kész” költőnek tartották, ő maga ekkoriban nem volt elégedett lírai teljesítményével.

#### 1972–1973
Egy rövid átmeneti időszakban változás áll be verseinek hangvétele, stílusa és tematikája terén, és ekkoriban kezd elszakadni fiatalkori költeményeinek lírai világától. Poétikai eszköztárának látszólagos redukálásával és nyelvezetének egyszerűsítésével párhuzamosan a különböző versformák alkotóelemeit rövidebb terjedelmű verseiben is nagyfokú változatossággal alkalmazza (jambikus és trocheikus lüktetés, klasszikus metrumok, ütemhangsúlyformák és gondolatritmus, belső rímek, kancsalrím, többszörösen ölelkező rímek stb.), és tudatosan törekszik a versei által megidézett világok befelé történő tágításával, mélyítésével. Ekkor talál rá arra az esztétikai minőségre, amely csak rá jellemző hangon és stílusban – különösen későbbi rövidverseiben –, szinte önálló műfajként jelenik meg költészetében: ez a groteszk, amelyet egyedi vonásai alapján Vasy Géza irodalomtörténész petrigroteszknek nevezett el. (Legjelesebb groteszk rövidversei: Don Quijote lovag, Heraldika, Profán, Lorca, Cervantes, Tűnődve, Leltár Helsingőrben, Egy nap a toronyban, Az ige, Grock utolsó fényképe, A bolond halála, Orbis pictus, Triász, Mária ünnepei, Etűd objektív kamerára, Szent György eltévelyedése, Zárt tárgyalás.)

### A megtalált költői identitás: „Petri Csathó Ferenc”

#### 1973–1982
1973-tól lírai dikciója gyökeresen megváltozik, költői látásmódja és gondolatisága jelentősen elmélyül. „Ez volt az az idő, amikor immár belülről tudtam építeni a magam világát. Ekkor született a Szegénylegények is. Ettől az időtől számítom magam.” Költői identitásának megszilárdulása és saját egyéni hangjának megtalálása egybeesik azzal a döntésével, amikor felveszi édesanyja családnevét, és Petri Csathó Ferenc művésznéven kezdi publikálni lírai alkotásait. Mindez költői munkamódszerének radikális megváltozását is maga után vonta: verseit sokáig fejben írta, majd a papírra vetést követően még sokáig alakította, formálta, csiszolta, faragta – szinte az önkínzással határos aszketikus könyörtelenséggel –, s miközben terjedelmüket egyre csökkentette, a versek gondolati-érzelmi tartalmát a legvégsőkig igyekezett sűríteni és mélyíteni. Saját ars poetica-szerű megfogalmazásában: „A vers a végleges szavak művészete.” Ettől az időszaktól leginkább rövid, aforisztikus, roppant mély gondolatiságú, introspektív verseket ír, amelyeknek végsőkig összesűrített képisége rendkívül széles értelmezési horizontot nyit meg, és gazdag asszociációs bázis kiaknázására ad lehetőséget. „…írja végletekig lecsupaszított nyelvű, atommag-tömörségű verseit” – írta róla szóló visszaemlékezésében barátja és költőtársa, Baka István. „Petri egy végtelenül leegyszerűsített, letisztult és klasszicizálóan nemes anyagból építi fel verseit – akár nyelvhasználatát, akár költői eszköztárát vesszük figyelembe. A versek tömörek. A fölösleges szavakat kegyetlen szigorral kiirtotta maga az alkotó. Érzelgősségre gyanakodva gondosan megszabadította műveit az érzelmek külsődleges eszköztárától” – jellemezte Petri Csathó versvilágát Rigó Béla. „…a verseivel sosem törődött, és – soha semmi mással nem törődött, csak a verseivel. Elrejtette a fiókjába és érlelte, csiszolta őket. Némelyiket addig csiszolta, amíg az elfogyott, porrá lett. […] e poézis – a nietzsche-i meghatározás szerint: dionyszoszi poézis – reduktív, analitikus, befelé mélyülő természetű. A külső tere kopár és szegényes, csak befelé tárul végtelenné” – írta Petri Csathó lírai módszeréről a 111 vers című kötet megjelenése kapcsán Szepesi Attila.

#### 1983–1988
Lírai világát határozott, jól kivehető nyomvonalakon építi tovább belső erőforrásaira támaszkodva, s a líra általánosan ismert eszközpalettájának alapszíneiből, valamint kevésbé gyakran látható tónusaiból mesteri virtuozitással keveri ki azokat a színeket és árnyalatokat, amelyek összetéveszthetetlenül csak az ő versvilágára jellemzőek. Életművének lassan, de egyenletes ütemben gyarapodó korpusza egyre élesebb körvonalakkal ábrázol egyfajta nosztalgikus-elégikus apokalipszislírát, egy groteszk módon – hol fanyar humorral, hol rezignált sztoicizmussal – kifejezett, a kikerülhetetlen szenvedéssel és elmúlással számot vető, azzal szembenéző egzisztencialista létélményt, amely Petri Csathó lírai univerzumának egyik alappillére (Föld, fű, hó; Vakablak, rézkilincs; Ikárosz mosolya; Prométheusz és Isten párbeszéde; Tudósítás a polgárháborúról; Szent Ferenc a Drávánál; Dér István: Törött tükör; Szókratész gyermekei; Zöldhatár; Kődoboz; Öröklét; Urna). „Boldogabb korokban, derűsebb égtájakon sokra vihette volna ez a zúzott orrú, sebhelyes arcú poéta, Szokrátész unokája, de itt, a pokol huszadik századi ronda bugyrában belenyaklott a reménytelenségbe” – írta róla Szepesi Attila. Verstémái között ekkoriban bukkan fel egyfajta látszólagos „kifelé fordulás”, a lírai mondanivalónak különféle életképeken, az emlékezet pillanatképein, a történelmi közelmúlt eseményein keresztül történő megragadása és groteszk humorral (Mesék a félmúltból, Lakodalom), maró szatírával (Termelési értekezlet), nosztalgikusan emlékező (A dózer délutánja, Béke Tanszék, Mesék a félmúltból) vagy elégikusan apokaliptikus hangulattal való kifejezése (Nyulak üres mezőkön, Isten ködöt szitál), de ezen a sajátos életképvilágon belül is megjelenik a vegytiszta petrigroteszk (Archív kockák, Délidő, Riport, P. F. rajkrónikás följegyzéseiből, Gyermekdal, Mesterségek dicsérete, Klió tetszhalála, Doktor Korsakow és kora, Poszt). Külön kiemelkedik ezek közül a ’60-as évek végi „hőskorszak” legendás kocsmáját megörökítő költemény, a város pezsgő irodalmi és kulturális életének seregszemléjét, a szegedi vagy Szegedhez kötődő alkotók miniportréit megéneklő Béke Tanszék.

#### 1989–1997
Befelé táguló és mélyülő természetű lírai világa élete utolsó éveiben még tovább mélyül, és ekkori verseiben erőteljes mélylélektani és filozófiai vonásokkal jelenik meg az emberi létezés legvégső kérdéseinek boncolgatása. Introverzióra hajlamos, önelemző alkata verstémáit is mindinkább a saját pszichéjének egyre mélyebb rétegeiben felfedezett belső tereiből hozza felszínre. Egy hosszan tartó pszichiátriai kezelés élménye (Kórterem), a depresszióból való kilábalás küzdelme (Eső), a pszichés egyensúly, a külvilág felé eljátszott szerepek és a belső identitás, a valódi éntudat dinamikája (A sárga sál), a létezés értelmének és alapkérdéseinek ismeretelméleti (Causa sui), lételméleti (Einstein kudarca) és mélylélektani megközelítése (Freud szobái) – az önmaga mélységeibe történő radikális elmerülés kíméletlenül őszinte, megrázó lírai kifejezései. „Ifjúkoromban barokkos verseket írtam. Ahogy öregszem, úgy több bennem a filozófia” – nyilatkozta a kötete megjelenése alkalmából készült utolsó interjújában.

Befelé forduló alapattitűdjének kiegészítő ellenpólusát, a szemlélődő kifelé figyelést is megtaláljuk ekkoriban írt versei között: a „külvilágban”, szűkebb lakókörnyezetében és a szélesebb társadalomban zajló jelenségek jelentős mértékben foglalkoztatják. Szociális érzékenysége, a társadalom perifériájára szorult, lecsúszó rétegek iránt tanúsított együttérző figyelme, a fokozódó elszegényedés, a nyomor, a nélkülözők kilátástalan helyzete a rendszerváltás utáni években szembeötlően érzékeny vonásokkal jelenik meg lírájában (Lichthof; Lordok háza, karácsony; A munkanélküli takács; Mikrokozmosz; Saját lidérc; A század optimizmusa). A groteszk ezeknek a verseknek a képi világában is fontos szervezőelem, de a másutt jellemző ironikus, gúnyos, szatirikus felhangok hiányában itt inkább empátiát, megindító hatást vált ki.

Élménylírája szorosan összekapcsolódik a történelmi események szélesebb horizonton történő feldolgozásával. Veszelka Attila a költő szegedi emléktáblájának felavatása alkalmából mondott beszédében rámutatott, hogy Petri Csathó Ferenc költészetéből a 20. század második felének magyarországi történelme szinte maradéktalanul kiolvasható. Rigó Béla is kiemeli, hogy Petri Csathó lírájában „sokféle kordokumentumot találhatunk […] személyes átéléssel hitelesítve”, s egy-egy lírai pillanatképéből egész történelmi korszakokat bemutató filmeket lehetne forgatni (P. F. rajkrónikás följegyzéseiből; Isten ködöt szitál; Archív kockák; Kortársaim, szent méregpoharak; Kocsmaól; Szókratész gyermekei, Tudósítás a polgárháborúról; Kődoboz).

## Recepció, hatástörténet
1998-ban a Magyar Televízió Szegedi Körzeti Stúdiója Marton Árpád rendezésében Petri Csathó Ferenc-emlékműsort készített Mesék a félmúltból – Petri Csathó Ferenc szegedi költő emlékére címmel. A műsorban négyen emlékeznek vissza Petri Csathó Ferenc életére és költészetére: Szepesi Attila, Veszelka Attila, Vereb Gabriella, a költő felesége és Petri Gábor, a költő fia. Az emlékműsorba beválogatott Petri Csathó-verseket Andorai Péter színművész szavalta el. A műsor készítéséhez a szerkesztők felhasználták a költőről készült egyetlen filmfelvételt, egy kötetbemutató portréinterjút, amelyet a 111 vers című kötet megjelenésének alkalmából készített Balog József 1995-ben, szintén a Magyar Televízió számára.
Dinnyés József daltulajdonos tizenhét Petri Csathó-verset zenésített meg, s a versfeldolgozásokból 2002-ben Béke Tanszék címen CD-t jelentetett meg.
A 2010-ben megjelent Szeged története című ötkötetes kronológia 5. kötetében, az Irodalmi élet és irodalom fejezetben Olasz Sándor irodalomtörténész „Szeged egyik legtitokzatosabb költőjeként” említi Petri Csathó Ferencet, ám seregszemléjében a legjelentősebb alkotók között szerepelteti, kiemelve életében megjelent kötetének méltatlan visszhangtalanságát is. „Pedig éppen Szepesi Kődoboz (2003) című válogatása bizonyítja, hogy [Petri Csathó Ferenc] a homályban és az ismeretlenségben, Porvárosban bolyongva milyen jelentős költészetet teremtett.”
Pethőné Nagy Csilla tankönyvszerző magyartanár a Nemzedékek Tudása Tankönyvkiadó gondozásában 2012-ben megjelent Irodalom 11. című, befogadóközpontú szemlélettel íródott irodalomtankönyvébe beválogatta Petri Csathó Ferenc Itt maradni című versét a Juhász Gyula és Gulácsy Lajos nevéhez fűződő Nakonxipán-hagyomány 20. századi lírai recepciójának jelentős példájaként. (A Nakonxipán-motívumot s a hozzá kapcsolódó lírai magatartásformát szinte posztulációként, önmagának szóló költői programként ábrázoló, belső parancsot kifejező infinitivusokra épülő Itt maradni című költeményt a tudatosan vállalt szegediség, a Juhász Gyula-i örökség vállalásának megformálása kapcsán Szigeti Lajos Sándor irodalomtörténész is többször említi írásaiban.)
2014. október 18-án az MR1 Kossuth Rádióban a 20.50-kor kezdődő Vers napról napra című műsorban Stifner Gábor szerkesztésében Petri Csathó Ferenc verseiből készült emlék-összeállítást hallgathattak a rádióhallgatók Szepesi Attila bevezető szövegével.
2015. április 26-án ugyancsak az MR1 Kossuth Rádió Vers napról napra című műsorában Stifner Gábor szerkesztő a Dinnyés József daltulajdonos által megzenésített Petri Csathó-versekből válogatott. A versműsor bevezetőjében Vasy Gézától származó idézet hangzott el.

## Magánélete
1973-ban a szolnoki rádiónál ismerkedett meg Vereb Gabriella szerkesztő-műsorvezetővel, akivel 1974-ben kötött házasságot. Gyermekük, Gábor 1974-ben született.

## Művei

### Verseskötetei
- 111 vers. Szerk. Tandi Lajos. Délmagyarország Újságíró Egyesület, Szeged, 1995.

#### Posztumusz kötetei
- Kődoboz. Szerk. Szepesi Attila. Tiszatáj Alapítvány, Szeged, 2003. ISBN 963-8496-25-8
- Rács és aranyfüst. Szerk. Veszelka Attila. Bába és Társa, Szeged, 2008. ISBN 978-963-9881-15-0

### Versei antológiákban
- Universitas ’67. Egyetemi és főiskolai hallgatók irodalmi antológiája. Szerk. Borbély Sándor. Ifjúsági Lap- és Könyvkiadó, Budapest, 1967.
- Universitas ’68. Egyetemi és főiskolai hallgatók irodalmi antológiája. Szerk. Borbély Sándor. Ifjúsági Lap- és Könyvkiadó, Budapest, 1968.
- Add tovább! 55 mai költő és író. Szerk. Kormos István. Kozmosz, Budapest, 1976. ISBN 963-211-120-6
- Tengerlátó. Szerk. Vasy Géza. Kozmosz, Budapest, 1977. ISBN 963-211-229-6
- Madárúton. 45 fiatal költő. Szerk. Vasy Géza. Kozmosz, Budapest, 1979. ISBN 963-211-289-X
- Gazdátlan hajók. Szegeden élő fiatal költők antológiája. Szerk. Szigeti Lajos. Magyar Írók Szövetsége Délmagyarországi Csoportja, Szeged, 1979.
- A partok felett. (Szegedi és odesszai költők antológiája.) Csongrád Megyei Lapkiadó Vállalat, Szeged, [1981.] ISBN 963-02-20148
- Szegedtől Szegedig. Antológia ’98. Szerk. Simai Mihály. 2. köt. Bába és Társa, Szeged, 1998. (A Tisza hangja 1.) ISBN 963-9144-09-6

### Prózai írásai
Újságírói pályájának kezdetétől változó gyakorisággal kisprózai írásokat, tárcanovellákat is írt leginkább a szegedi napilapokban (Délmagyarország, Csongrád Megyei Hírlap, Délvilág). 1985-ben a Délmagyarország indulásának 75 éves évfordulója alkalmából válogatott prózai írásai jelentek meg a lap tárcaíró újságíróinak antológiájában.
- Keretben. Tárcák a Délmagyarországból. Szerk. Tandi Lajos. Szegedi Nyomda, Szeged, 1985. ISBN 963-02-3737-7

## Értékelések
Első és életében megjelent egyetlen kötete, a 111 vers egyöntetű elismerést aratott mindazok körében, akik felfigyeltek rá. Sem a megjelenés körülményei (magánkiadás), sem az ideje (’90-es évek közepe), sem az indulástól számítva (’60-as évek vége) eltelt hosszú idő nem kedvezett e lírai teljesítmény országos szintű felfedezésének. A Tiszatáj szellemi műhelyéhez kötődő irodalmárok (Ilia Mihály, Vörös László, Olasz Sándor, Annus József, Rigó Béla, Szigeti Lajos Sándor) és költők (Baka István, Szepesi Attila, Veress Miklós, Simai Mihály, Veszelka Attila) pontosan tudták, hogy Petri Csathó Ferenc költészete a 20. század második fele magyar irodalmának élvonalába tartozik, ám a túlságosan hosszan tartó megkésettség utóhatásai, úgy tűnt, nem küszöbölhetők ki. Petri Csathó Ferenc irodalmi kanonizációja mindmáig várat magára.

„…attól tartok, hogy a részletek útvesztőiben eltűnik a lényeg, ezért sietve előre kimondom: Petri Csathó bitang jó költő. Hogy mire ment vele, az már nem a minőség, hanem az elért magasság kérdése. […] Minden költői életművet a csúcsok alapján ítélünk meg. Ezúttal mégis a völgyek, szakadékok felől indulnék neki az értékfelmérő térképezésnek. Az első csodálkozást az váltja ki, hogy itt nincsenek szakadékok. Petrinek nincsenek rossz versei.” (Rigó Béla)

„…egyre határozottabban az a véleményem […], hogy ez a líra nemcsak a múlthoz köthető. Ha mai folyóiratokban, új versként jelennének meg, akkor is elfogadhatnánk őket. Frissességükkel, elevenségükkel, időtálló korszerűségükkel hatnak. […] Föl lehet-e végre fedezni Petri Csathó Ferencet? Vagy megmarad továbbra is egy kisebb régió, egy város költőjének? Esetleg nemzedéki jelenségként őrzi egy ideig, majd felejti el az emlékezet, párhuzamosan azzal, hogy a nemzedék is távozik? Nem tudható […] Bizonyos, hogy szinte a lehetetlent kísérli meg, hiába állnak a versek helyt önmagukért. […] A magyar költészet történetében, ezer év verseinek virtuális antológiájában meg kell maradnia a Kődoboz és a 111 vers […] legjavának. Petri Ferenc sorsa még Juhász Gyuláénál is tragikusabb és mostohább.” (Vasy Géza)

„Petri Csathó Ferenc 111 verse a mai magyar líra egyik csúcsteljesítménye. Függetlenül attól, hányan tudják ezt, hányan nem. Hányan ismerik a költőt és hányan fütyülnek rá. Reklámozzák-e vagy rálegyintenek-e. A költő, aki a maga sorsát összetörte, aki évtizedekre vállalta a perifériasorsot és a bohócszerepet, minden tettében kiszámíthatatlan volt, megfoghatatlanul kerge és következetlen, egyet – a költészetét – kivéve. […] talán nem is a költészet került égtájunkon igazán válságba, inkább az irodalmi ítészkedés, mely sokszor képtelen különválasztani az ocsút a tiszta búzától…” (Szepesi Attila)

„Ami már akkor látszott, mára nyilvánvalóvá vált. Halhatatlanjaink között a helye.” (Veszelka Attila)

## Bibliográfia
- Arany Mihály: Szegedinek lenni s írónak… Szeged Ma, 2010. június 8. http://szegedma.hu/hir/szeged/2010/06/szegedinek-lenni-s-ironak%E2%80%A6-hang.html Archiválva 2014. szeptember 17-i dátummal a Wayback Machine-ben.
- Baka István: Rike. Petri Csathó Ferencről. Tiszatáj, 48. évf. 5. sz. 1994. május. 32–33. o. = In: Baka István művei. Publicisztikák, beszélgetések. Tiszatáj Alapítvány, Szeged, 2006. 106–107. Web: http://epa.oszk.hu/00700/00713/00033/pdf/tiszataj_EPA00713_1994_05_32-33.pdf; http://www.baka.hu/petri-csatho-ferenc Archiválva 2015. április 2-i dátummal a Wayback Machine-ben.
- Balog József: Vers-mondás (Petri Csathó Ferenc publikálatlan versei elé). Tiszatáj, 53. évf. 12. sz. 1999. december. 15. o.
- Bene Zoltán: A méltányolás ideje. Spanyolnátha, VI. évf. 2. sz. 2009. nyár. http://www.spanyolnatha.hu/archivum/2009-nyar/28/recenzio/bene-zoltan-konyvhet-szegeden-em-szegedtol-szegedig-em-antologia-szekelyhidi-zsolt-em-jega-jade-em-petri-csatho-ferenc-em-racs-es-aranyfust-em-/2058/?lap=0&pg=1 Archiválva 2015. április 2-i dátummal a Wayback Machine-ben.
- Elek Tibor: „Isten hű ebe, bolondok balekja”. Beszélgetés Szepesi Attilával. Kortárs, 47. évf. 5. sz. 2003. május. Web: http://epa.oszk.hu/00300/00381/00069/elek.htm.
- Farkas Csaba: Számok és névmások. Petri Csathó Ferenc első kötetéről. Szeged – a Város folyóirata, 7. évf. 5. sz. 1995. május. 42. o.
- Futó György: Szegeden élő fiatal költők antológiája. Szegedi Egyetem, 17. évf. 1979/5. 4. o.
- Hollósi Zsolt: „Sohasem éreztem száműzetésnek az egyetemet”. Beszélgetés Ilia Mihály irodalomtörténésszel. Tiszatáj, 53. évf. 5. sz. 1999. május. 102–112. o. Web: http://epa.oszk.hu/00700/00713/00093/pdf/tiszataj_EPA00713_1999_05_102-112.pdf.
- Jánosi Zoltán: A szétbotozott nemzedék. Jegyzetlapok Vasy Géza A Kilencek – Az Elérhetetlen föld alkotói című könyvének hátlapjára. Hitel, 16. évf. 11. sz. 2003. november. Web: http://epa.oszk.hu/01300/01343/00023/muhely.html. (Lábjegyzetben PCSF verséről.)
- Kákonyi Péter: Rács és aranyfüst. Petri Csathó Ferenc válogatott versei (Kődoboz). Magyar Nemzet Online, 2003. február 14. https://magyarnemzet.hu/kulturgrund/2003/02/racs-es-aranyfust.
- Kelemen Lajos: Töprengek tehát zuhanás közben. (Petri Csathó Ferenc: Kődoboz.) Hitel, 17. évf. 7. sz. 2004. július. 121–122. o. Web: http://epa.oszk.hu/01300/01343/00031/szemle.html.
- Kelemen Zoltán Gergely: A végleges szavak művészete. Szegedi Egyetem, 40. évf. 2002/12. 13. o.
- Kremser Péter: Az újraírt múlt. Petri Csathó Ferenc ifjúsága. Szeged – a Város folyóirata, 19. évf. 4. sz. 2007. április. 36–38. o. = In: Petri Csathó Ferenc: Rács és aranyfüst. Bába és Társa, Szeged, 2008. 153–179. o.
- Marton Árpád: Dalok a Béke Tanszékről. Dinnyés József CD-je Petri Csathó Ferenc verseiből. Szegedi Élet, 2002. szeptember 5. 2. o.
- Olasz Sándor: Irodalmi élet és irodalom. In: Szeged története. 5. köt. 1945–1990. Csongrád Megyei Levéltár, Szeged, 2010. 708. o. Web: http://www.sulinet.hu/oroksegtar/data/telepulesek_ertekei/szeged/szeged_tortenete_5/pages/022_irodalmi_elet.htm.
- Péter László: Gulácsy Lajosnak. Versmagyarázat. Tiszatáj, 57. évf. 4. sz. 2003. április. 23–46. o. Web: http://epa.oszk.hu/00700/00713/00140/pdf/tiszataj_EPA00713_2003_04_023-046.pdf.
- Petri Csathó Ferenc verseskötetét mutatták be Szegeden. MTI, 2008. november 6. Metropol, https://web.archive.org/web/20150403002423/http://www.metropol.hu/cikk/321380-petri-csatho-ferenc-verseskotetet-mutattak-be-szegeden.
- Podmaniczky Szilárd: A művészetet a ritmus élteti. Délmagyarország, 1995. április 15. 8. o.
- Rigó Béla: Ige. Petri Csathó Ferenc 111 verse. Szeged – a Város folyóirata, 7. évf. 5. sz. 1995. május. 40–41. o.
- Szakolczay Lajos: Szakács Eszter / Süllyedő Atlantiszom; Petri Csathó Ferenc / 111 vers; Bogdán László / Az erdélyi kertmozi. Kortárs, 40. évf. 1996/7. 107–110. o.
- Szepesi Attila: Causa sui. Petri Csathó Ferenc 111 verséről. Tiszatáj, 49. évf. 9. sz. 1995. szeptember. 87–90. o. Web: http://epa.oszk.hu/00700/00713/00049/pdf/tiszataj_EPA00713_1995_09_88-90.pdf.
- Szepesi Attila: Csótány és urnafal. In: uő: Erdőmaszkok. Kertek 2000 Könyvkiadó, Budapest, 1999. 95–100. o.
- Szepesi Attila: Petri Csathó Ferenc (1945–1997). In: Petri Csathó Ferenc: Kődoboz. Tiszatáj könyvek, Szeged, 2003.
- Szepesi Attila: „A bor emléke a pohárban”. Petri Csathó Ferenc emléktáblájánál. Szeged – a Város folyóirata, 19. évf. 10. sz. 2007. október. 48. o.
- Szigeti Lajos [Sándor]: Gazdátlan hajók. Egy antológia elé. Szegedi Egyetem, 16. évf. 1978/5. 4. o.
- Szigeti Lajos Sándor: A partok felett. Szegedi és odesszai költők antológiája. Szegedi Egyetem, 22. évf. 1984/14. 4. o.
- Szigeti Lajos Sándor: Úton Nakonxipánba. Motívum és költői magatartásforma. Tiszatáj, 46. évf. 5. sz. 1992. május. 43–52. o. Web: http://epa.oszk.hu/00700/00713/00009/pdf/tiszataj_EPA00713_1992_05_43-52.pdf.
- Tandi Lajos: „Én, Petri Ferenc”. Kincskereső, 1997/9. december. 32–34. o. (Versválogatás.)
- Vasy Géza: Az első évtized. Egy költőnemzedék indulása. Jelenkor, 20. évf. 1978/5. 442–450. o. = In: uő (szerk.): Fiatal magyar költők. 1969–1978. Akadémiai Kiadó, Budapest, 1980. 7–30. o.
- Vasy Géza: A természet, az idő és az ember. Szepesi Attila kisprózájáról. Forrás, 2000. július–augusztus. (Szepesi Csótány és urnafal című írása kapcsán néhány sor PCSF-ről.)
- Vasy Géza: Szegedi Don Quijote. Tiszatáj, 57. évf. 12. sz. 2003. december. 91–95. o. Web: http://epa.oszk.hu/00700/00713/00148/pdf/tiszataj_EPA00713_2003_12_091-095.pdf.
- Vecsernyés [Dlusztus] Imre: A kötet a végső szövegek ügye. Tiszatáj, 39. évf. 7. sz. 1985. július. 18–22. o.
- Vereb Gabriella: A tett és az okoskodás. In: Petri Csathó Ferenc: Rács és aranyfüst. Bába és Társa, Szeged, 2008. 180–194. o.
- Veress Miklós: Deszkahangok (Juhász Gyula apokrif síriratai); Arc/kép/módosulatok. Tiszatáj, 57. évf. 4. sz. 2003. április. 14–22. o. Web: http://epa.oszk.hu/00700/00713/00140/pdf/tiszataj_EPA00713_2003_04_014-022.pdf.
- Veress Miklós: Egy utóélet előélete. Vázlat szegedi biográfiámhoz. Tiszatáj, 59. évf. 9. sz. 2005. szeptember. 31–39. o. Web: http://epa.oszk.hu/00700/00713/00169/pdf/tiszataj_EPA00713_2005_09_031-039.pdf.
- Veszelka Attila: Petri Csathó Ferenc posztumusz verseskönyve. Delmagyar.hu, 2008. november 5. https://www.delmagyar.hu/olvasoi-levelek/2008/11/petri-csatho-ferenc-posztumusz-verseskonyve.
- Veszelka Attila: Szókratész gyermekei. Könyvhét Szeged. A Somogyi Könyvtár honlapja, 2013. május 24. http://konyvhetszeged2013.sk-szeged.hu/?p=295.

### Televízióműsorok
- Petri Csathó Ferenc 111 verse. Szieszta – Könyv-kép-tár. Magyar Televízió, 1995. május 12. 16.00. Szerkesztő: Balog József.
- Petri Csathó Ferenc búcsúztatása. Alföldi Mérleg. Magyar Televízió, 1997. június 26. 18.00. Szerkesztő: Olajos Csongor.
- Mesék a félmúltból – Petri Csathó Ferenc szegedi költő emlékére. Magyarország ma. Magyar Televízió, 1998. december 23. 19.00. Rendező: Marton Árpád. Szerkesztő: Olajos Csongor.

### Rádióműsorok
- Petri Csathó Ferenc versei. Vers napról napra. MR1 Kossuth Rádió, 2014. október 18. 20.50. Szerkesztő: Stifner Gábor.
- Petri Csathó Ferenc versei Dinnyés József daltulajdonos előadásában. Vers napról napra. MR1 Kossuth Rádió, 2015. április 26. 20.50. Szerkesztő: Stifner Gábor.